# Ægteskabelig Lykke
Ægteskabelig Lykke er en film fra 1913 med ukendt instruktør.